# Oloma jezik
Oloma jezik (ISO 639-3: olm), jedan od pet jezika južne podskupine sjeverozapadnih edoid jezika, kojim govori nepoznat broj osoba na području nigerijske države Edo. 
Srodni su mu jezici okpe [okx], idesa [ids] i akuku [ayk], pa ih ponekad zajedno nazivaju okpe-idesa-oloma-akuku, uz napomenu da je oloma možda poseban jezik.
Oloma je i ribarsko selo na otoku Bonny u delti Nigera.

## Vanjske poveznice
- Ethnologue (14th)
- Ethnologue (15th)